# Julius von Schleinitz

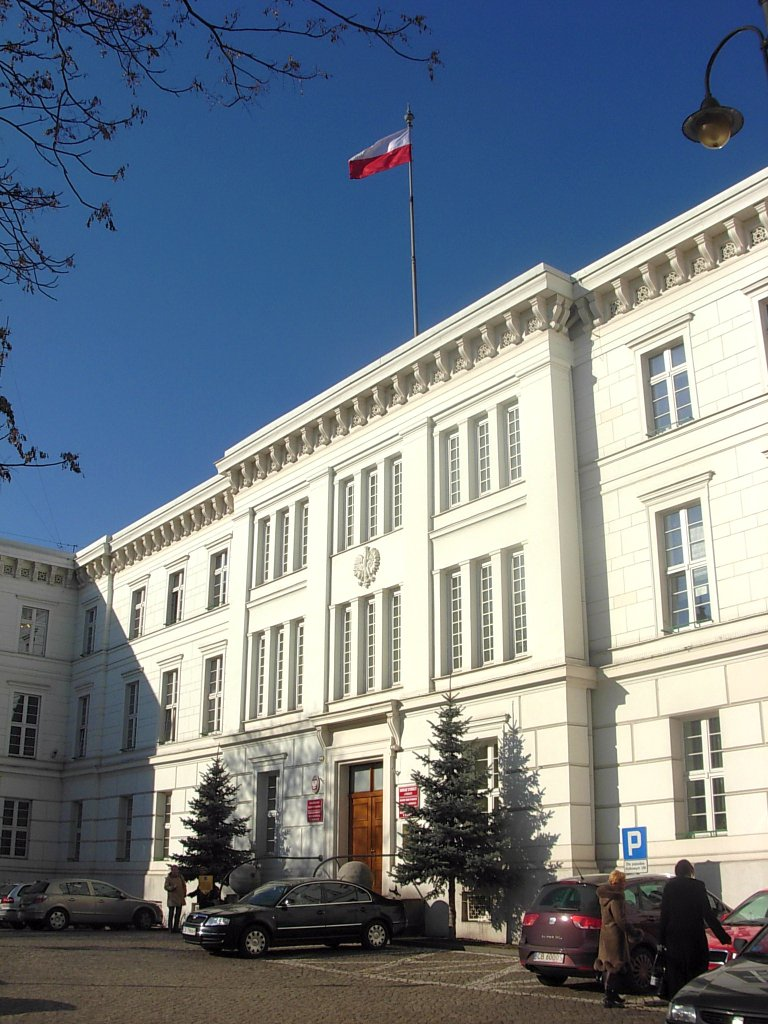
Dawny budynek rejencji w Bydgoszczy, rozbudowany o ryzality boczne podczas kadencji Juliusa von Schleinitza

Julius Karl Leopold Freiherr von Schleinitz (ur. 1806 r., zm. 1865 r.) – prezydent Królewskiej Rejencji w Bydgoszczy w latach 1850–1864, Honorowy Obywatel Bydgoszczy.

## Życiorys
Urodził się 22 lipca 1806 r. w Blankenburgu w Górach Harzu. Był młodszym synem Wilhelma Carla Ferdinanda von Schleinitz, prezydenta rejencji w Blankenburgu, a potem ministra w rządzie Księstwa Brunszwiku oraz Austriaczki Barbary von Hochstetter. Uczęszczał do brunszwickiego gimnazjum, a następnie do tamtejszego książęcego Collegium Carolinum. Potem odbył studia prawnicze na uniwersytecie w Getyndze i Berlinie. Jego profesorami byli m.in.: Pritz von Raumer i Friedrich Carl von Savigny. 
W 1828 r. po złożeniu pierwszego egzaminu zawodowego dla prawników, podjął pracę zawodową. Kilka lat praktykował w różnych berlińskich sądach. W 1833 r. złożył kolejny egzamin prawniczy, asesorski, po czym udał się na dłuższy urlop zdrowotny po chorobie płuc. Wraz z bratem i dwiema siostrami odbył długą podróż objeżdżając niemal całe Niemcy. W 1838 r. opuścił stanowisko asesora w Sądzie Kameralnym w Berlinie i ostatecznie przeniósł się do administracji państwowej. 
Początkowo pracował w regencji w Minden. W 1838 r. został przeniesiony do Królewskiej Regencji w Kwidzynie, gdzie był członkiem tamtejszego kolegium regencyjnego. 8 sierpnia 1838 r. awansowano go na stanowisko radcy regencyjnego. W 1841 r. otrzymał stanowisko justycjariusza w regencji w Merseburgu. Potem, w 1844 r. objął posadę w pruskim Ministerstwie Spraw Wewnętrznych w Berlinie. Praca ta odpowiadała jego ambicjom i rychło też awansował. W 1846 r. został mianowany tajnym radcą regencyjnym i ministerialnym doradcą. W czasie pobytu w Berlinie zbliżył się do pruskiej rodziny książęcej (późniejszego cesarza Wilhelma I). Pomagał jej opuścić Berlin w dniach rozruchów w marcu 1848 r. W tym czasie wybrano go z okręgu wyrzyskiego na posła do Zgromadzenia Narodowego w Berlinie. Na początku 1850 r. dzięki poparciu księcia pruskiego został mianowany prezydentem Królewskiej Regencji w Bydgoszczy, gdzie zastąpił swojego kuzyna Hansa, który objął funkcję nadprezydenta Prowincji Śląskiej. 
Jako prezydent regencji w Bydgoszczy skoncentrował swoją uwagę na rozwoju gospodarczym podporządkowanego mu okręgu. Zajął się tworzeniem racjonalnej struktury własności rolnej, w której obok wielkich majątków ziemskich funkcjonowały duże gospodarstwa będące w posiadaniu bogatych chłopów, jak również zmianą rodzaju i struktury upraw. W odniesieniu do ośrodków miejskich, zwłaszcza Bydgoszczy, wspierał rozwój rzemiosła. Powstałe wówczas warsztaty kolejowe w II połowie XIX wieku przekształciły się w zakłady przemysłowe, które miary swój udział w dynamicznej industrializacji miasta. Sprawując swój urząd zjednał sobie większą część elity społecznej miasta. Jego konserwatyzm polityczny i lojalność wobec monarchii były jednak przyczyną napięcia w stosunkach z władzami miejskimi. W 1856 r. rozpętał kampanię polityczną skierowaną przeciwko burmistrzowi Bydgoszczy Friedrichowi Heynemu z powodu jego liberalnych, antymonarchistycznych przekonań. W efekcie Heyne przypłacił to utratą stanowiska burmistrza. Na ogół jednak był zwolennikiem rozwiązań kompromisowych. Starał się unikać konfliktów na tle narodowościowym i antagonizmów między Polakami i Niemcami. 
Julius von Schleinitz był także posłem do sejmu pruskiego w Berlinie. Przewodniczył komisji budżetowej parlamentu. W 1857 r. uległ nieszczęśliwemu wypadkowi podczas jazdy powozem. Upadek ten w znacznym stopniu przyczynił się do jego przedwczesnej śmierci. Ostatecznie, w związku z wakującym od 1863 r. stanowiskiem prezydenta regencji w Trewirze i pogarszającym się stanem zdrowia podjął decyzję o przeniesieniu. Zmarł 24 grudnia 1865 r. w Trewirze.
Schleinitz od 1838 r. był żonaty z Jenny Elise Freein von Schwedthoff. Jego imieniem nazwano jedną z ulic miasta w Śródmieściu (dziś ul. Bolesława Chrobrego).

## Honorowy Obywatel Bydgoszczy
11 lutego 1864 r. rada miejska Bydgoszczy na wniosek magistratu podjęła uchwałę o nadaniu mu godności Honorowego Obywatela Bydgoszczy. Właściwa uroczystość i wręczenie okolicznościowego dyplomu miało miejsce 7 marca 1864 r. Wyróżnienie to wręczono mu w uznaniu zasług, jakie położył w rozwoju miasta i okręgu bydgoskiego.